# Leopoldov (Nečtiny)
Leopoldov (německy Leopoldsdorf) je osada, část obce Nečtiny v severozápadní části okresu Plzeň-sever v Plzeňském kraji. Leopoldov leží v katastrálním území Nečtiny o výměře 5,82 km².

## Historie
Osadu založil v roce 1841 hrabě Mensdorff na pustině středověké vsi Tukleky. Svůj název osada získala podle belgického krále Leopolda I., se kterým udržovala rodina Mensdorffů přátelské vztahy.

## Přírodní poměry
Osada leží 2,2 kilometru západně od Nečtin u východního okraje Kamenohorského lesa v mírně svažitém terénu v nadmořské výšce 520 metrů. Jižně od osady je na Leopoldovském potoce stejnojmenný rybník. Leopoldov sousedí na východě s Nečtinami, na jihu s Březínem a na severozápadě za lesem s Kamennou Horou.

## Obyvatelstvo
Při sčítání lidu v roce 1921 zde žilo 142 obyvatel (z toho 65 mužů) německé národnosti a římskokatolického vyznání. Podle sčítání lidu z roku 1930 měla vesnice 107 obyvatel s nezměněnou národnostní a náboženskou strukturou.
| Rok            | 1869 | 1880 | 1890 | 1900 | 1910 | 1921 | 1930 | 1950 | 1961 | 1970 | 1980 | 1991 | 2001 | 2011 | 2021 |
| -------------- | ---- | ---- | ---- | ---- | ---- | ---- | ---- | ---- | ---- | ---- | ---- | ---- | ---- | ---- | ---- |
| Počet obyvatel | 112  | 120  | 132  | 148  | 129  | 142  | 107  | 35   | 25   | 10   | 2    | 0    | 0    | 16   | 4    |
| Počet domů     | 17   | 20   | 20   | 20   | 20   | 21   | 23   | 25   | 25   | 4    | 2    | 11   | 11   | 14   | 12   |

## Obecní správa
Při sčítání lidu v letech 1869–1890 Leopoldov byl osadou obce Březín v okrese Kralovice. Od roku 1900 je částí obce Nečtiny, se kterým patřil nejprve do okresu Kralovice, ale v roce 1950 v okrese Plasy a od roku 1960 v okrese Plzeň-sever.